# Carole Stanisière
Carole Stanisière (née le 3 juin 1970 à Chamonix, Haute-Savoie) est une fondeuse française.
Elle participe aux Jeux olympiques d'hiver de 1992 et aux Jeux olympiques d'hiver de 1994.